# Acca Larentia
Acca Larentia (även Acca Larentina), var en hjältinna i flera sagor i romersk mytologi.
I en saga sägs att, efter att Herakles hade vunnit Acca Larentia som älskarinna vid ett tärningsspel, gav han henne rådet att gifta sig med den första man hon mötte. Det visade sig vara den rike Tarutius, efter vars död hon, som hans arvinge, testamenterade alla hans tillgångar till det romerska folket. Med anledning av det instiftade det romerska folket festen Larentalia, som hölls 23 december varje år.
I en annan saga gifte Herakles bort henne till herden Faustulus och hon var även amma åt Romulus och Remus. Enligt andra uppgifter adopterade hon Romulus efter en av sina 12 söners död. Prästsamfundet De tolv arvalbröderna härleds enligt denna version från henne.
Vid hennes grav i Velabrum lades varje år den 23 december ett dödsoffer vid den årliga festen Larentalia, då hon dyrkades som gudinnan Larenta.